# Eishockey-Sachsenliga
Die Sachsenliga war die höchste Spielklasse des Sächsischen Eissportverbandes und die teilweise viert-, teilweise fünfthöchste Spielklasse innerhalb des Deutschen Eishockeys.
Die Liga wurde 1990 gegründet. In den 1990er Jahren bestand mit der Landesliga Sachsen ein Unterbau. Der Meister der Sachsenliga nahm an der Aufstiegsrunde in die viertklassige 2. Liga Süd teil. Neben sächsischen Vereinen nehmen am Spielbetrieb gelegentlich auch Mannschaften aus den angrenzenden Bundesländern Thüringen (Erfurt) und Sachsen-Anhalt (Halle) teil. Nach Gründung der Regionalliga Ost stieg der Sachsenligameister in diese auf. Ab der Saison 2007/2008 spielten auch Berliner Vereine in der Liga. Im Zuge einer Ligenreform zur Saison 2011/12 wurde aus der Sachsenliga die neue Regionalliga Ost als Unterbau der Oberliga Ost.
Seit der Saison 2019/20 bildet die Landesliga Sachsen die fünfthöchste Spielklasse innerhalb des Deutschen Eishockeys und somit die höchste im Sächsischen Eissportverband.

## Sächsische Landesmeister 1991–2011
- 1990/91 SV Rot-Weiß Bad Muskau
- 1991/92 SV Rot-Weiß Bad Muskau
- 1992/93 SV Rot-Weiß Bad Muskau
- 1993/94 ESC Dresden
- 1994/95 ESC Dresden
- 1995/96 SV Rot-Weiß Bad Muskau
- 1996/97 SG Chemnitz
- 1997/98 ESC Dresden
- 1998/99 ESC Dresden
- 1999/2000 USG Chemnitz
- 2000/01 ES Weißwasser 1b
- 2001/02 Saale-Teufel Halle
- 2002/03 ELV Niesky
- 2003/04 1. FEV Klingenthal/Brunndöbra
- 2004/05 Jungfüchse Weißwasser
- 2005/06 EHC „Neue Eislöwen“ Dresden
- 2006/07 EHC Jonsdorfer Falken
- 2007/08 ERC Chemnitz
- 2008/09 ESC Dresden 1b
- 2009/10 EHC Fortuna Leipzig
- 2010/11 ESC 2007 Berlin

## Sächsischer Eishockey-Pokal

### Pokalsieger seit 2000
- 2000 ETC Crimmitschau
- 2001 ETC Crimmitschau (Amateurpokal: ESC Saaleteufel Halle)
- 2002 ESC Dresden (Amateurpokal: EHV Schönheide)
- 2003 1. FEV Brunndöbra
- 2004 USG Chemnitz
- 2005 ERC Chemnitz
- 2006 EHC Jonsdorfer Falken
- 2007 EHC Fortuna Leipzig
- 2008 Finale (Fortuna Leipzig – Wild Boys Chemnitz) nicht ausgespielt
- 2009 ESC Dresden